# Madonna del Rosario col Bambino e santi Domenico di Guzman, Caterina da Siena, Agata e Apollonia
Madonna del Rosario col Bambino e i santi Domenico di Guzman Caterina da Siena Agata e Apollonia è un dipinto olio su tela realizzato da Enea Salmeggia nel 1618 per la chiesa di Sant'Agata Vergine e Martire di Martinengo

## Storia
La tela ospitata nella cappella dedicata alla Madonna del Rosario, fu eseguita dall'artista quando era un ormai famoso e maturo, quando aveva raggiunto la notorietà e un livello artistico elevato e la tela è considerata uno dei migliori lavori presenti nella chiesa. Fu commissionata l'8 maggio 1617 dalla fabbriceria, e l'atto è conservato nell'archivio parrocchiale. Fu ultimato l'anno successivo e presenta la firma e la datazione.
La chiesa conserva un dipinto opera del figlio Francesco firmato e datato 1626: “FRANC,S TALP.S SALMETIA/AENE AE FILIUS F./MDCXXVI”, raffigurante il miracolo del Rosario. Francesco Talpino o Salmeggia, era sicuramente molto giovane, e considerato che Enea Salmeggia morì proprio nel 1626, potrebbe aver collaborato per la sua realizzazione, anche se visibilmente la tela presenta un'arte meno matura. Francesco morirà a causa della peste del 1630 a soli ventotto anni. Il dipinto fu restaurato nel 1998 da Fabrizio Losa.

## Stile e descrizione
La Madonna è posta nella parte centrale seduta su di un trono di nuvole avvolta nella luce. Compie il gesto di donare il rosario a san Domenico di Guzman, si narra infatti che lui riuscì a scacciare gli eretici grazie alla preghiera del rosario. I quattro santi sono posti nella parte inferiore. Da sinistra san Domenico che compie il gesto di accogliere il rosario, sant'Agata che regge su di un vassoio i suoi seni, simbolo del suo martirio, avvolta in un ampio mantello rosso che l'avvolge e che si appoggia a terra. I lunghi capelli sciolti indicano il suo stato di giovane vergine. Sul lato destro vi sono santa Caterina da Siena che viene ornata con una corona di spine dal Bambino Gesù.  Segue sant'Apollonia che è la sola che si estranea dalla scena volgendosi verso l'osservatore indicando con il dito la vita che un buon cristiano deve seguire.
Nella parte superiore vi sono raffigurati grandi angeli che volano nel cielo luminoso. Il dipinto è stato realizzato secondo linee precise che l'artista, nella sua maturità artistica, ben aveva studiato. Centrale il volto della Madonna e da lei si sviluppano quattro cerchi laterali: due inferiori e due superiori. Le linee diagonali si diramano dallo sguardo della Madonna e del Figlio, sguardo che ritorna alla Madonna. Secondo un ulteriore studio, si può vedere che la tela è stata divisa da linee che formano una croce centrale, che risulta essere vuota sia dai santi che dagli angeli. La croce è vuota, unica immagine è quella della Madonna e del Bambino.